# 부평구 을
인천 부평구 을은 대한민국의 국회의원 선거구이다. 인천광역시 부평구 일부를 관할한다. 현 지역구 국회의원은 더불어민주당의 박선원이다.

## 역사
1996년 대한민국 제15대 국회의원 선거를 앞두고 북구 을 선거구에서 분리되면서 신설되었다. 신설 당시 산곡동, 청천동, 갈산동, 삼산동을 관할했다.
2004년 대한민국 제17대 국회의원 선거를 앞두고 산곡3동을 부평구 갑으로 넘기는 대신 부개3동을 편입시켰다. 
2016년 제20대 국회의원 선거를 앞두고 산곡4동을 넘기고 부개2동을 받아오는 선거구 경계 조정이 있었다.

## 관할 구역
| 대수        | 관할 구역                                                                                       |
| ----------- | ----------------------------------------------------------------------------------------------- |
| 15대 ~ 16대 | 부평구 산곡1동, 산곡2동, 산곡3동, 산곡4동, 청천1동, 청천2동, 갈산1동, 갈산2동, 삼산동           |
| 17대        | 부평구 산곡1동, 산곡2동, 산곡4동, 청천1동, 청천2동, 갈산1동, 갈산2동, 삼산동, 부개3동           |
| 18대 ~ 19대 | 부평구 산곡1동, 산곡2동, 산곡4동, 청천1동, 청천2동, 갈산1동, 갈산2동, 삼산1동, 삼산2동, 부개3동 |
| 20대 ~ 현재 | 부평구 산곡1동, 산곡2동, 청천1동, 청천2동, 갈산1동, 갈산2동, 삼산1동, 삼산2동, 부개2동, 부개3동 |

## 역대 국회의원
| 선거   | 정당 | 정당         | 의원   |
| ------ | ---- | ------------ | ------ |
| 1996년 |      | 신한국당     | 이재명 |
| 2000년 |      | 새천년민주당 | 최용규 |
| 2004년 |      | 열린우리당   | 최용규 |
| 2008년 |      | 한나라당     | 구본철 |
| 2009년 |      | 민주당       | 홍영표 |
| 2012년 |      | 민주통합당   | 홍영표 |
| 2016년 |      | 더불어민주당 | 홍영표 |
| 2020년 |      | 더불어민주당 | 홍영표 |
| 2024년 |      | 더불어민주당 | 박선원 |

## 역대 선거 결과

### 대한민국 제15대 국회의원 선거
|  | 44.12% |

|  | 34.64% |

|  | 9.80% |

|  | 9.67% |

|  | 1.75% |

### 대한민국 제16대 국회의원 선거
|  | 47.32% |

|  | 36.50% |

|  | 6.81% |

|  | 5.01% |

|  | 4.33% |

### 대한민국 제17대 국회의원 선거
|  | 48.83% |

|  | 32.36% |

|  | 11.59% |

|  | 6.72% |

|  | 0.47% |

### 대한민국 제18대 국회의원 선거
|  | 43.50% |

|  | 38.15% |

|  | 10.16% |

|  | 6.68% |

|  | 1.48% |

### 2009년 대한민국 재보궐선거
|  | 49.54% |

|  | 39.09% |

|  | 5.76% |

|  | 5.60% |

### 대한민국 제19대 국회의원 선거
|  | 55.23% |

|  | 41.20% |

|  | 3.55% |

### 대한민국 제20대 국회의원 선거
|  | 43.77% |

|  | 31.27% |

|  | 24.95% |

### 대한민국 제21대 국회의원 선거
|  | 56.12% |

|  | 36.11% |

|  | 6.04% |

|  | 0.94% |

|  | 0.76% |

### 대한민국 제22대 국회의원 선거
|  | 51.36% |

|  | 38.75% |

|  | 8.25% |

|  | 1.62% |